# Alopecurus magellanicus
Alopecurus magellanicus és una espècie de gramínia de distribució circumpolar, àrtico-alpina i bipolar (en els dos pols de la Terra). És una planta perenne, de 20-100 cm. Làmines linear-acuminades (que s'aprimen un poc cap a la part superior), de 35 cm x 5-10 mm. Lígules de 4-6 mm. Espigues d'1,5-5 cm, cilíndriques, densa, de color verd a violaci i acompanyades en la base por una bràctea foliosa, o simple esquama triangular. Lemnes amb aresta dorsal de 4,5-9 mm. Les seves inflorèscències o espigues són en realitat panícules denses.